# ウーヴェ・ウィットワー

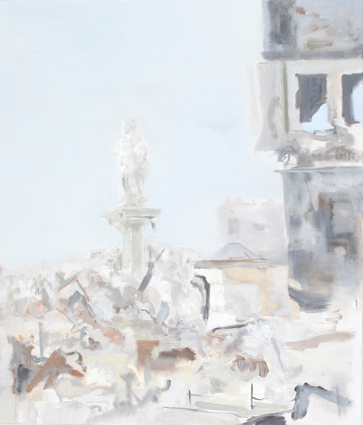
Uwe Wittwer. Ruin, 2005, oil on canvas, 70 x 60 cm

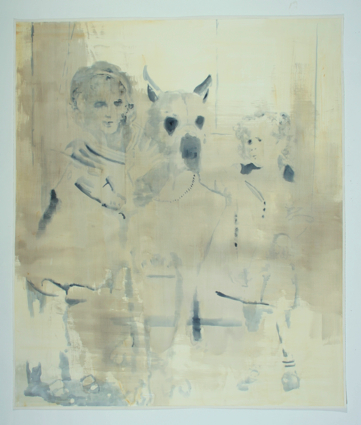
Uwe Wittwer. Double Portrait with Dog, 2007, watercolour, 180 x 150 cm

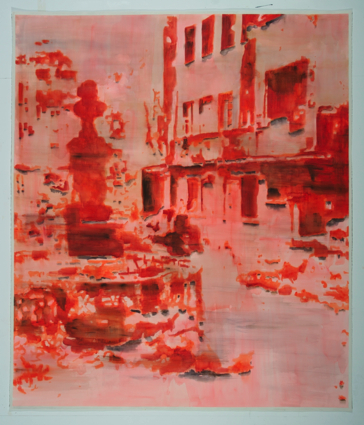
Uwe Wittwer. Ruin, 2007, watercolour, 180 x 150 cm

ウーヴェ・ウィットワー（1954年生まれ）は、スイスの美術家、画家。男性。
スイスのチューリッヒで活動、在住。
水彩絵の具、油絵、インクジェットプリントとビデオ等を使用して作品を制作。

## 経歴と作品
ウーヴェ・ウィットワーは独学で絵を学んだ。
1954年チューリッヒ生まれ、学生時代を過ごした。1974年から1977年までベルンの学校で、社会福祉活動を学んだ。
1979年、初めてスタジオを借りる。
初期の作品は、カラフルで抽象的かつ表現力豊かな油絵だったが、80年代の半ば頃から、形象的、具象的的な作風に変わっていった。
1983年、初の個展がチューリッヒのギャラリーウァルヒェトゥルム（Walcheturm）で開かれました。
1989年、奨学金を受けロンドンのスタジオで過ごす。（ビンツ39財団、チューリヒ）
1994年、チューリッヒ州の奨学金を受け1年間パリで勉強。
同年、スイスの芸術賞Swiss federal scholarship for the artsを受けた。
1998年、チューリッヒのヘルムハウス（Helmhaus）で個展を開き、デジタル化された写真が初公開された。
それ以降、デジタル的処理がされた画像も、彼の仕事の一部になり、インターネットからダウンロードした画像を使用する。
'ウーヴェ・ウィットワーは限られたトピックの中で、自分自身を表現する画家である。
彼のモチーフには主に景観、都市、静物画と肖像の4つである。
のちにテーマは、楽園、それに関する仕事と暴力の3つへ凝縮された。
参照作品Dutch Masters（オランダ黄金時代の絵画）の室内と静物、ピーテル・デ・ホーホやウィレム・カルフ、フランスのジャン・シメオン・シャルダン、ニコラ・プッサン、イギリスのトマス・ゲインズバラ。
他の新しい解釈は、アルノルト・ベックリンの死の島 (ベックリン)（Isle of the Dead）を基にしたギリシア神話の川の渡し守Charon（カローン）。
暴力のテーマは、ベトナム戦争中のアメリカ兵の '自由な時間（戦っていない時間）' 、爆破された街や焼け焦げた住居の残骸などの題材を含む。
ウーヴェ・ウィットワーの作品は“絵とは何かという問いかけ”、そして記憶がどのようにイメージに影響を及ぼすか、によって強調される。
ヴィッテン・ヘァデッケ大学（Witten/Herdecke University、ドイツ、1998–2000）、ツェッペリン大学（Zeppelin University、ドイツ、2010）の客員講師も勤めた。
2008年、Bilanz誌による“最も重要なスイスのアーティスト50人”リストに選出された。
2013年、彼の作品の2つがメトロポリタン美術館（ニューヨーク）のコレクションに加えられた。

## 展覧会
個展
- Kunsthalle Bern（ベルン、スイス、1991）
- Museum Schloss Morsbroich, Kunstverein Leverkusen（レーヴァークーゼン、ドイツ、1997）
- Helmhaus Zurich（チューリッヒ、1998）
- University Art Gallery（ピッツバーグ、USA、2000）
- Kunstmuseum Solothurn（ゾロトゥルン美術館、スイス、2005）
- Ludwig Forum für Internationale Kunst（アーヘン、ドイツ、2005）
- Haunch of Venison（チューリッヒ、2007）
- Cohan and Leslie（NY、2008）
- Nolan Judin（ベルリン、2009）
- Fred Jahn（ミュンヘン、2009）
- Haunch of Venison（ロンドン、2009）
- Lullin + Ferrari（チューリヒ、2010）
- Nolan Judin（ベルリン、2011）
- Haunch of Venison（ロンドン、2011）
- Void, Derry （ロンドンデリー、アイルランド、2012）
- SMAC Gallery, Cape Town （ケープタウン、南アフリカ、2012)
- Abbot Hall Art ケンダル、イギリス、2013）
- Nolan Judin（ベルリン、2013）
- Lullin + Ferrari（チューリッヒ、2013）

グループ個展
- Tatort London（ロンドン）
- Galerie Schübbe（デュッセルドルフ、ドイツ1996）
- Die Schärfe der Unschärfe, Kunstmuseum Solothurn（ゾロトゥルン美術館(en)、スイス、1998)
- Swiss Contemporary Art（スイスコンテンポラリーアート）
- en:Sungkok Art Museum(ko)（ソウル、韓国、1998）
- Schafft Land!, Stadtmuseum Siegburg（シークブルク市美術館、ドイツ、2000）
- L'Imagine ritrovata Museo cantonale d'Arte（ルガーノ、スイス、2002）
- Big is beautiful Musée d'art et d'histoire de la Ville de Neuchâtel（ヌーシャテル、スイス、2002）
- Flower Myth - van Gogh（フィンセント・ファン・ゴッホ）to Jeff Koons（ジェフ・クーンズ）, バイエラー財団（バーゼル、スイス、2005）
- Reprocessing Reality, P.S.1 MoMA（NY、2006）
- Fade Away and Radiate, Cohan and Leslie Gallery（NY、2007）
- Mythologies, Haunch of Venison en:Burlington Gardens (en)（ロンドン、2009）
- en:Courtauld Institute of Art(en)（ロンドン、2010）
- Watercolour, テート・ブリテン（Tate Britain、ロンドン、2011）
- Haunch of Venison, Eastcastle Street（ロンドン、2012）
- Das Doppelte Bild, en:Kunstmuseum Solothurn(en) （ゾロトゥルン美術館、スイス、2013）